# Bosch Power Tools

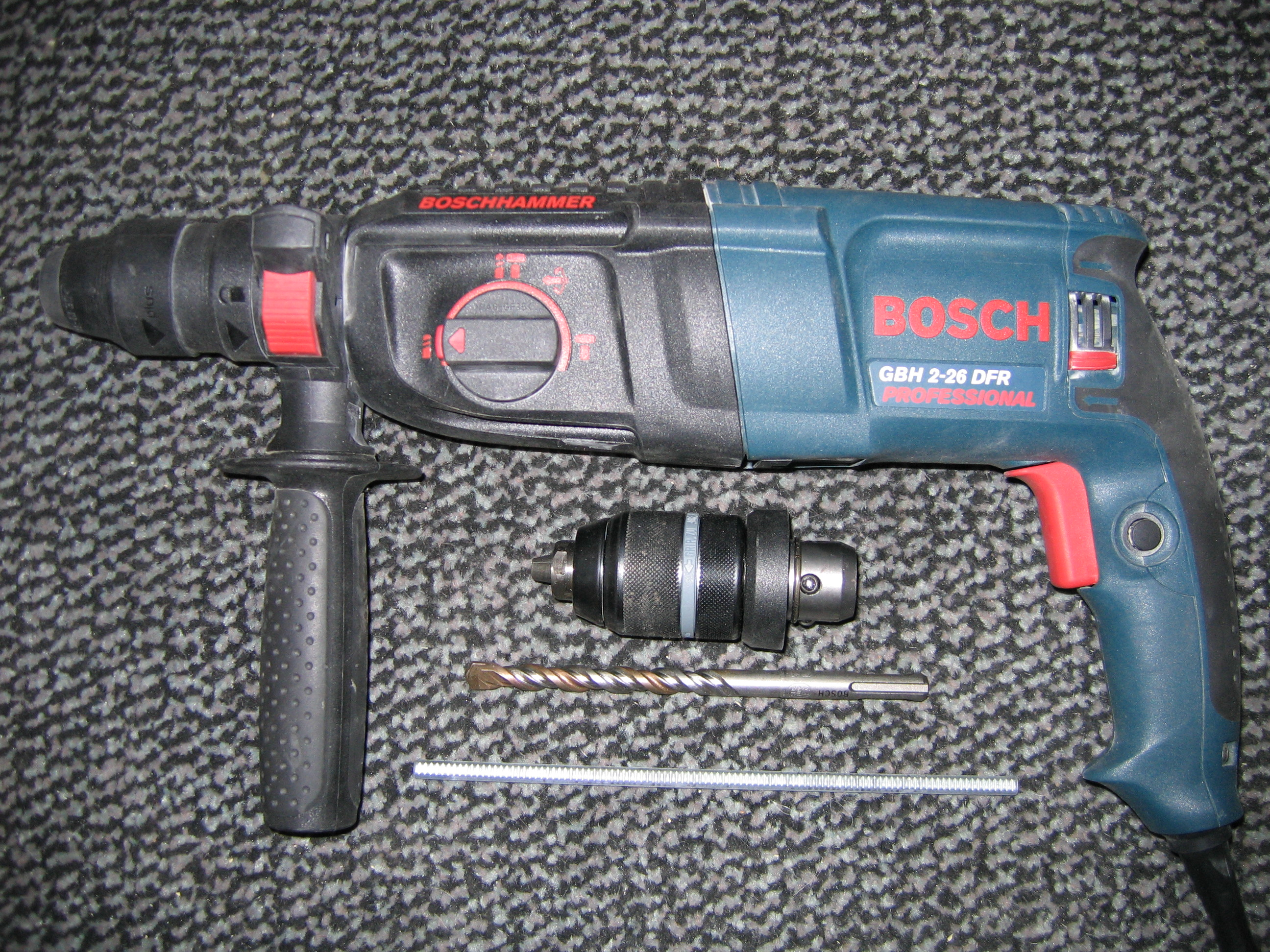
Trapano martello classe 2kg, 2,6 Joule

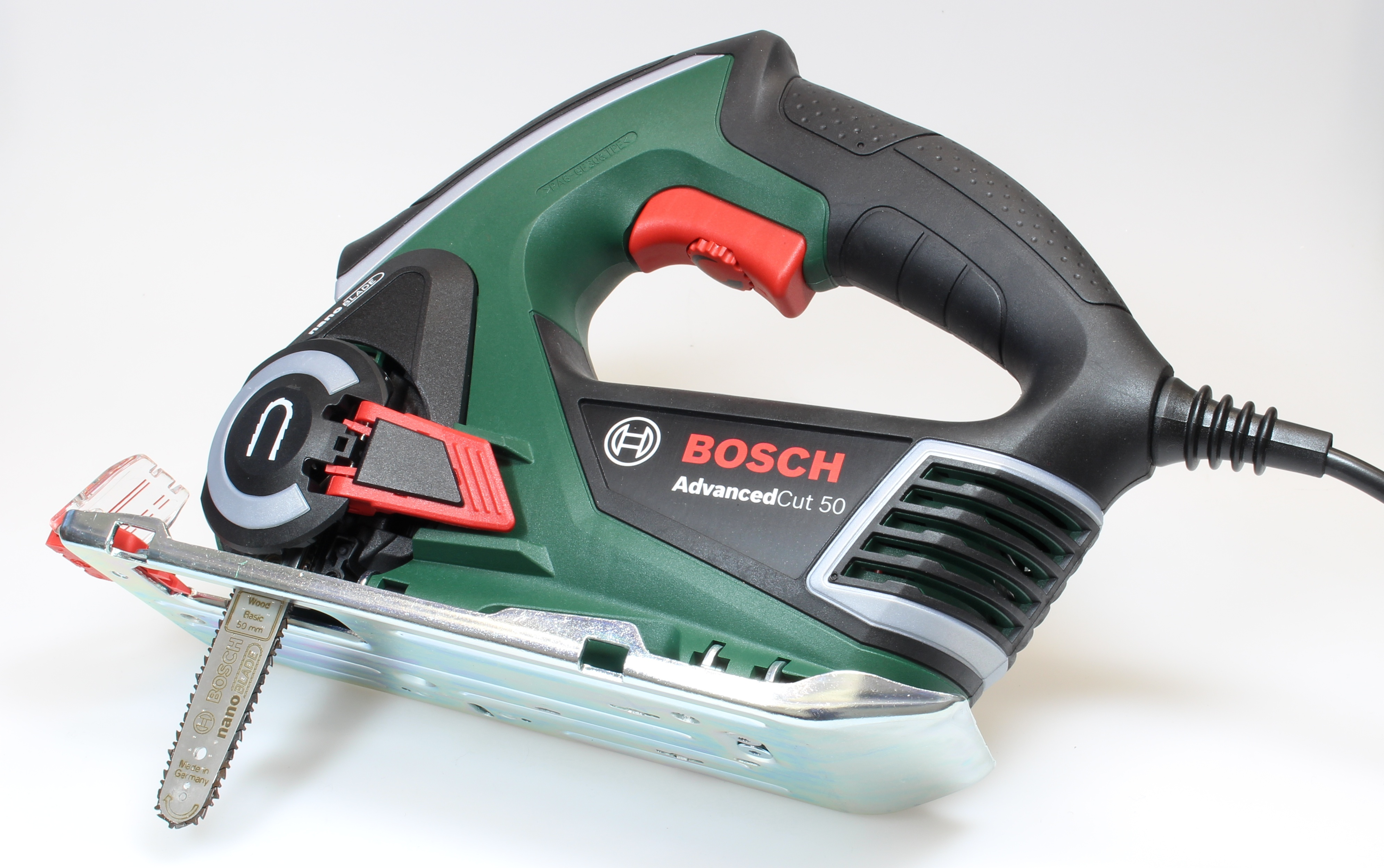
Bosch AdvancedCut 50 seghetto alternativo

Robert Bosch Power Tools è la divisione elettroutensili della Robert Bosch GmbH. Produce trapani, seghe, smerigliatrici, strumenti di misura e attrezzi per giardinaggio. Accanto ai prodotti marchiati Bosch (color blu Bosch per attrezzi professionali e verde Bosch per quelli per hobby) vi sono i prodotti Dremel, Aresi, Freud, Hawera, Standall e Sia Abrasives. Bosch fornisce anche altri costruttori come OEM. La sede è a Leinfelden-Echterdingen.

## Storia
Nel 1928 venne prodotto il primo tagliacapelli Forfex, basato sul movimento di un orologio elettromeccanica. Alla Fiera di Lipsia del 1932 venne presentata la prima serie commerciale di trapani.
Nel 1944 venne sviluppato il primo seghetto alternativo, esempio di sega a nastro inventata dallo svizzero Albert Kaufmann, e prodotta dal 1947 dalla Scintilla AG. Nel 1954 la Scintilla AG di Soletta viene acquisita da Bosch.
Il sistema di accoppiamento con codolo SDS-plus viene introdotto nel 1975.
Nel 1993 la Dremel viene acquisita.
Nel 2003 la Bosch immette su mercato IXO il primo avvitatore con accumulatore agli ioni di litio del mercato.
La CST/berger presente nel settore delle misurazioni con laser e teodolite viene acquisita nel 2008 da The Stanley Works.